# Ponte all’Indiano
Der Ponte all’Indiano (auch Viadotto dell’Indiano; deutsch: Brücke beim Inder bzw. Viadukt des Inders) ist eine Straßenbrücke über den Arno in Florenz. Er ist Teil einer Hochstraße zwischen dem Flughafen Amerigo Vespucci nördlich des Arno im Stadtbezirk Peretola und der Schnellstraße FI-PI-LI nach Pisa und Livorno südlich des Arno im Stadtbezirk Isolotto. 

## Lage, Name
Der Ponte all’Indiano liegt an der Einmündung des Mugnone in den Arno, die das westliche Ende des Parco delle Cascine bildet. Am Ende des Parks steht das Monumento all’Indiano zum Gedenken an den indischen Prinz Rajaram Chuttraputti, Maharadscha von Kolhapur, der auf dem Rückweg von London, wo er der Königin Victoria seine Aufwartung machen wollte, 1870 in Florenz im Alter von 21 Jahren plötzlich verstarb. Die knapp 100 m entfernte Brücke wurde nach dem inzwischen allgemein bekannten Namen des Denkmals ebenfalls zu Ehren des Inders benannt.

## Beschreibung

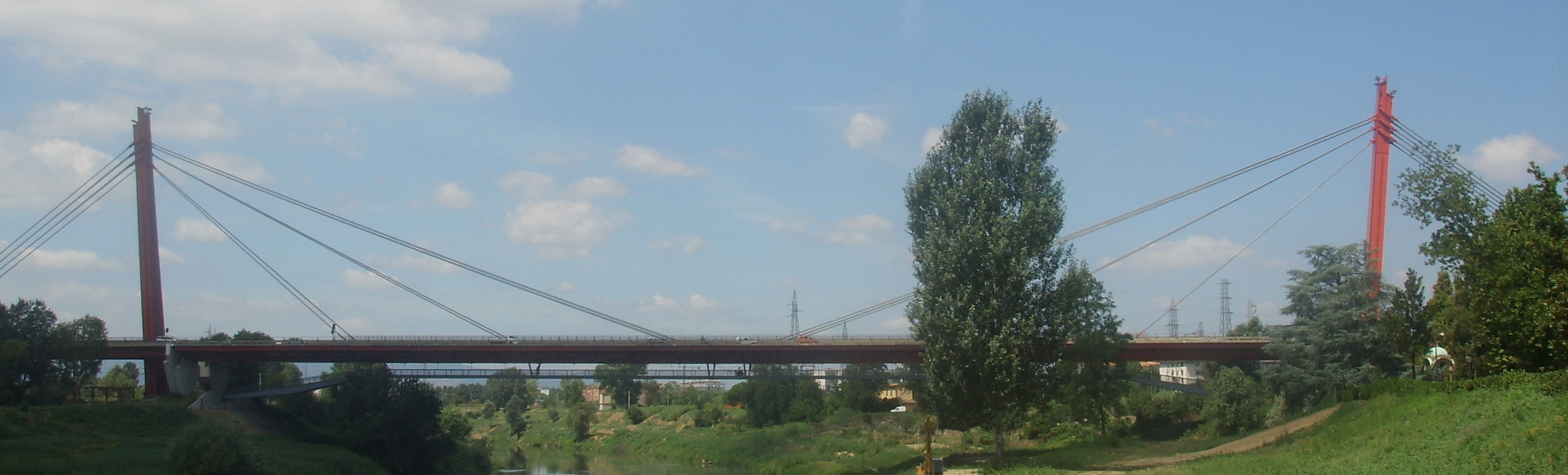
Ponte all’Indiano

Der Ponte all’Indiano ist eine Schrägseilbrücke, die eine vierspurige Schnellstraße über den Arno und zwei Uferwege führt. Im Norden geht sie über in eine weitere Brücke über mehrere Bahngleise, an die sich die zum Flughafen Amerigo Vespucci führende Hochstraße anschließt. Im Süden wird die eigentliche Schrägseilbrücke durch eine lange Vorlandbrücke über das Hochwasserbett des Arno verlängert. Das gesamte Straßensystem mit den zwei anschließenden Brücken wird Viadotto dell’Indiano genannt. Am nördlichen Ende des Viadotto dell'Indiano in Peretola nahe des Flughafens schließt die Brücke an einen großen Kreisverkehr an, welcher Teil der Viale Giovanni Luder ist. Dort befindet sich auch eine Anschlussstelle an die Autobahn A11 sowie eine Haltestelle der Straßenbahn mit anschließendem Busbahnhof und P+R-Parkplatz.
Der Ponte all’Indiano ist eine der wenigen Brücken mit zwei in der Mittelachse angeordneten stählernen Pylonen, die leicht nach außen geneigt sind. Die äußeren Schrägseile der Brücke sind, anders als sonst üblich, in Ankerblöcken in der Erde befestigt, während die inneren Schrägseile das 206 m lange Brückendeck tragen. Die beiden Richtungsfahrbahnen führen getrennt voneinander an den Pylonen vorbei.
Der Fahrbahnträger ist insgesamt 22,4 m breit und besteht aus zwei abgeschrägten stählernen Hohlkästen, die über die offene Mittelachse hinweg durch horizontale Fachwerkträger versteift sind. Diese Hohlkästen tragen die nach außen auskragenden Stahlplatten der Richtungsfahrbahnen. Während die Richtungsfahrbahnen nur die beiden Fahrspuren, aber keine Pannenstreifen oder Gehwege haben, hängt eine eigene Fußgängerbrücke unter dem offenen Mittelfeld. Sie ist bei den Pylonen über flache Rampen mit den Uferwegen verbunden.
Kurz vor den Pylonen stehen doppelte Betonpfeiler, die sowohl den stählernen Fahrbahnträger über der Hauptöffnung stützen als auch die von da an getrennten Brückenbauwerke für die beiden weiterführenden Richtungsfahrbahnen. Deren Fahrbahnträger bestehen jeweils aus einer Spannbetonplatte auf zwei stählernen Vollwandträgern, die durch diagonale Streben ausgesteift sind und ungefähr alle 35 m durch Betonpfeiler gestützt werden.
Der Ponte all’Indiano wurde von dem Brückenbauingenieur Fabrizio de Miranda zusammen mit den Architekten Adriano Montemagni und Paolo Sica geplant, die mit ihrem Entwurf 1968 einen Wettbewerb der Stadt Florenz gewannen. Die Brücke wurde in den Jahren 1972 bis 1978 von Costruzioni Metalliche Finsider gebaut.
Auf der Brücke gilt eine Höchstgeschwindigkeit von 60 km/h. Im Jahr 2010 wurden zwei Blitzer installiert.
An der Nordseite des Viadotto befinden sich zwei ungenutzte Brückenteile, welche im Zuge des Baues errichtet wurden und zur Verbindung der Brücke mit der A11 gedacht waren, allerdings nie mit dieser verbunden wurden. Seit einigen Jahren wird das Projekt des direkten Anschlusses wieder verfolgt und soll mit einem sechsspurigen Ausbau der Autobahn und einem Umbau des anschließenden Kreisverkehrs realisiert werden.
Die Brücke wird auch vom städtischen Nahverkehr der Autolinee Toscane befahren. Auf Höhe der unter der Brücke liegenden Via del Camposanto befinden sich zwei Haltestellen der Buslinie 5.